# Obchodní akademie Ostrava-Poruba
Obchodní akademie Ostrava-Poruba je střední odborná škola v Ostravě. Zaměřuje se na vzdělání v oborech obchodní akademie a informační technologie.

## Historie
Dvoutřídní komunální Obchodní škola byla zřízena 7. září 1905 a v prvním roce se na škole vzdělávali pouze chlapci. Prvořadým cílem školy byla příprava studentů pro praktický život, proto se kladl důraz na kupeckou aritmetiku, účetnictví, nauku obchodní a směnkářství, nauku o zboží, obchodní korespondenci českou i německou a obchodní zeměpis. Studenti platili školné ve výši 100 korun, zápisné 6 až 10 korun a roční příspěvek 4 koruny na učební pomůcky.
V průběhu 1. světové války byl v budově školy zřízen lazaret a výuka probíhala pouze v jedné učebně. V roce 1919 v období nově vzniklé Československé republiky byla v Ostravě založena čtyřletá obchodní akademie na Žerotínově ulici, s níž byla ve třicátých letech obchodní škola spojena. Význam školy ještě vzrostl, když při ní byla roku 1924 zřízena kupecká škola pokračovací.
Nejtěžším obdobím v historii ostravské obchodní akademie byly léta 1939–45. Ředitelství školy dostalo příkaz k okamžitému vyklizení budovy a dočasné útočiště škola nalezla v budově měšťanské a obecné školy na ulici 30. dubna. Dopoledne se v budově vzdělávali žáci těchto škol a v odpoledních hodinách studenti obchodní akademie. Nejtěžší perzekuce však nastala v roce 1942, kdy přímo z vyučování byli odvlečeni gestapem profesoři a tajemníci školy. Po válce se život ve škole vrátil do původního stavu, obchodní akademie se vrátila do své budovy na Žerotínově ulici.
Obchodní akademie v průběhu let měnila své názvy. Od roku 1949 byla nazvána vyšší hospodářskou školou (čtyřleté studium) a hospodářskou školou (dvouleté studium). Vydání nového školského zákona v roce 1961 zavedlo název střední ekonomická škola (čtyřleté studium) a ekonomická škola (dvouleté studium).
Ostravská SEŠ svým rozsahem a významem patřila v poválečném období k největším školám v tehdejším Severomoravském kraji. Kritický nedostatek místa byl po různých provizoriích vyřešen přestěhováním do pavilonové budovy ZDŠ na Polské ulici v Ostravě-Porubě. O původní budovu na Žerotínově ulici projevila zájem nově vzniklá SEŠ umístěná v jazykové škole v Ostravě 1, nakonec ale budovu dostala ostravská konzervatoř.

## Charakteristika
Obchodní akademie v Ostravě-Porubě je příspěvkovou organizací v působnosti MSK. V roce 2005 oslavila 100. výročí založení školy. K dispozici má 24 kmenových učeben, 5 odborných učeben vybavených videotechnikou a multimediální technikou v učebně jazykové, 6 učeben počítačových včetně připojení k internetu. Studenti školy mají možnost využití studentské knihovny.
Škola nabízí čtyřleté studijní obory zakončené maturitou: Obchodní akademie a Informatika v ekonomice.

### Studijní obory
- Obchodní akademie (63-41-M/02)
  - Obchodní akademie s rozšířenou výukou účetnictví a daní
  - Obchodní akademie s rozšířenou výukou marketingu a digitálních technologií[3]
- Informační technologie (18-20-M/01)

### Certifikáty
Studenti mohou na škole složit státní zkoušku z kancelářského psaní na klávesnici prostřednictvím Těsnopisného ústavu v Praze a získat mezinárodní certifikát ECDL – "řidičák na PC" nebo jazykovou zkoušku SCATE nebo Cambridge Assessment English.